# Lisacucumis gibbosa
Lisacucumis gibbosa is een zeekomkommer uit de familie Sclerodactylidae.
De wetenschappelijke naam van de soort werd in 1941 gepubliceerd door Elisabeth Deichmann.